# Enric Jardí
|  | Aquest article tracta sobre el dissenyador gràfic. Si cerqueu el crític d'art, vegeu «Enric Jardí i Casany». |

Enric Jardí i Soler (Barcelona, 1964) és un dissenyador gràfic català. Fill d'Enric Jardí i Casany. El seu treball se centra principalment en la tipografia i el disseny de revistes, imatge corporativa, i cobertes de llibres.
Va estudiar disseny gràfic a l'escola Elisava, i el 1991 va formar el grup tipogràfic Type-Ø-Tones juntament amb altres dissenyadors, desenvolupant fonts distribuïdes per FontShop. L'any següent va fundar l'estudi Propaganda, però el 1998 va decidir establir-se pel seu compte.
Ha fet diversos treballs d'imatge corporativa (el Campionat Mundial de Natació de 2003, l'agenda del MACBA, el canal de cinema CTK i l'Editorial Columna), il·lustracions en premsa (La Vanguardia, Público, The New York Times), i ha col·laborat també en el redisseny dels diaris Chicago Reader i el Boston Phoenix.
Del 2005 a 2008 va ser president de l'ADG-FAD (Associació de Directors d'Art i Dissenyadors Gràfics).
El 2007 fa el cartell de les festes de la Mercè de Barcelona.
L'any 2009 va rebre el Premi Nacional de Disseny que atorga la Generalitat de Catalunya.
Ha escrit el llibre "Veintidós consejos sobre tipografía (que algunos diseñadores jamás revelarán) y veintidós cosas que nunca debes hacer con las letras (que algunos tipógrafos nunca te dirán)", publicat per l'editorial ACTAR. També ha escrit el llibre "Pensar con imágenes", publicat per l'editorial Gustavo Gili.
És director del Màster de Tipografia Avançada de l'escola Eina, associada a la UAB, i professor de l'escola Elisava (des de 1988) i del Màster en Direcció d'Art en Publicitat de la Universitat Ramon Llull.